# Olympische Zwischenspiele 1906/Leichtathletik – Standhochsprung (Männer)
Der Standhochsprung der Männer bei den Olympischen Zwischenspielen 1906 in Athen wurde am 1. Mai 1906 entschieden.

## Rekorde
| Weltrekord und olympischer Rekord | 1,65 m | USA | Ray Ewry | 1900 |

## Ergebnisse
| Platz | Athlet                   | Land         | Höhe (m) |
| ----- | ------------------------ | ------------ | -------- |
| 1     | Ray Ewry                 | USA          | 1,65     |
| 2     | Lawson Robertson         | USA          | 1,40     |
| 2     | Martin Sheridan          | USA          | 1,40     |
| 2     | Léon Dupont              | Belgien      | 1,40     |
| 5     | Lajos Gönczy             | Ungarn       | 1,35     |
| 6     | Konstantinos Tsiklitiras | Griechenland | 1,30     |
| 7     | Themistoklis Diakidis    | Griechenland | 1,25     |
| 7     | Paul Weinstein           | Deutschland  | 1,25     |
| 9     | Gustav Krojer            | Österreich   | 1,125    |
| 9     | Géza Szegedy             | Ungarn       | 1,125    |
|       | Theodor Scheidl          | Österreich   | DSQ      |

Nachdem der überragende Standspringer als Sieger feststand, versuchte sich Ewry noch vergeblich am neuen Weltrekord von 1,66 m. Sheridan absolvierte diesen Wettbewerb parallel zum zeitgleich stattfindenden Diskuswurf. Über die Gründe der Disqualifikation von Scheidl liegen keine Angaben vor.